# Michał Straszewicz
Michał Straszewicz herbu Odrowąż (zm. 1 listopada 1818) – kasztelan upicki w latach 1793–1794, marszałek upicki w latach 1777–1794, konsyliarz powiatu upickiego w konfederacji targowickiej w 1792 roku. Ojciec Józefa, pisarza.
Poseł na sejm 1778 roku z powiatu upickiego. W 1778 roku był członkiem Departamentu Skarbowego Rady Nieustającej.
Był posłem na sejm 1780 roku z powiatu upickiego. Poseł na sejm 1784 roku z powiatu upickiego
W 1793 roku był członkiem Komisji Wojskowej Wielkiego Księstwa Litewskiego z nominacji konfederacji targowickiej.
Był członkiem sprzysiężenia litewskiego przygotowującego wybuch powstania kościuszkowskiego. Komisarz Komisji Policji Wielkiego Księstwa Litewskiego w 1794 roku. W 1794 roku został członkiem Rady Najwyższej Rządowej Litewskiej.